# إيلين بانكس
إيلين بانكس (بالإنجليزية: Ellen Banks)‏ هي رسامة أمريكية، ولدت في 7 يونيو 1938 في بوسطن في الولايات المتحدة، وتوفيت في 18 مايو 2017 في بروكلين في الولايات المتحدة.

## وصلات خارجية
- الموقع الرسمي